# Список нагород і номінацій, отриманих Queen
Нижче наведено список нагород і номінацій, отриманих британським рок-гуртом «Queen».

## Досягнення

### Почесті
| Рік  | Почесть                                                                                            |
| ---- | -------------------------------------------------------------------------------------------------- |
| 2001 | «Queen» включено до Зали рок-н-ролу в Клівленді, Огайо, США.                                       |
| 2002 | «Queen» дали зірку на Голлівудській алеї слави.                                                    |
| 2003 | «Queen» стали першим гуртом, а не просто індивідуально, який було включено до Зали слави піснярів. |
| 2004 | Гурт був включений до Британської зали слави музики.                                               |
| 2004 | «Bohemian Rhapsody» була включена до Зали слави премії «Греммі».                                   |
| 2004 | «Queen» були включені до зали «RockWalk» («Гітарним центром» на голівудському бульварі Сансет)     |
| 2006 | «Queen» були першим гуртом включених до церемонії VH1 Rock Honors.                                 |
| 2009 | «We Will Rock You» і «We Are the Champions» до Зали слави премії «Греммі».                         |
| 2018 | «Queen» були нагороджені Премією «Греммі» за досягнення протягом життя.                            |

### Нагороди
Brit Awards
| Рік  | Номіновано                        | Нагорода                     | Результат |
| ---- | --------------------------------- | ---------------------------- | --------- |
| 1977 | «Bohemian Rhapsody»               | Британський сингл року       | Перемога  |
| 1982 | «Greatest Hits»                   | Британський альбом року      | Номінація |
| 1985 | «The Works»                       | Британський альбом року      | Номінація |
| 1985 | «Queen»                           | Британський гурт             | Номінація |
| 1990 | «The Invisible Man»               | Британське відео року        | Номінація |
| 1990 | «Queen»                           | За видатний внесок в музику  | Перемога  |
| 1992 | «These Are the Days of Our Lives» | Британський сингл року       | Перемога  |
| 1992 | «Queen»                           | Британський гурт             | Номінація |
| 1992 | Фредді Мерк'юрі                   | За видатний внесок в музику  | Перемога  |
| 2005 | «We Are the Champions»            | Британська пісня за 25 років | Номінація |

Ivor Novello Awards
| Рік  | Номіновано                        | Нагорода                                        | Результат |
| ---- | --------------------------------- | ----------------------------------------------- | --------- |
| 1976 | «Bohemian Rhapsody»               | Найкраще продаваємий британський запис          | Перемога  |
| 1981 | «Flash»                           | Найкраща пісня до фільму, тематично та оціночно | Номінація |
| 1981 | «Another One Bites the Dust»      | Міжнародний хіт року                            | Номінація |
| 1987 | Особисто                          | За видатний внесок в британську музику          | Перемога  |
| 1992 | «These Are the Days of Our Lives» | Найкраще продаваєма А-сторона                   | Перемога  |
| 1992 | «The Show Must Go On»             | Найкраща пісня музично та лірично               | Номінація |
| 2005 | Особисто                          | За видатну пісенну колекцію                     | Перемога  |

Billboard Music Awards
The Billboard Music Awards — це щорічне шоу нагородження від журналу «Billboard». Нагороди засновані на даних про продажі Nielsen SoundScan і радіоінформації Nielsen Broadcast Data Systems.
| Рік      | Номіновано                                   | Нагорода      | Результат |
| -------- | -------------------------------------------- | ------------- | --------- |
| 2019     |                                              |               |           |
| Особисто | Топ-рок-артист                               | Номінація     |           |
| 2019     | «Bohemian Rhapsody: The Original Soundtrack» | Топ-саундтрек | Номінація |

- 1974
  - Sounds: 3-й «Найкращий новий британський гурт», 9-й «Найкращий міжнародний гурт»
  - Disc: 10-та «Яскрава надія»
  - NME: 2-ге «Найбільше багатообіцяюче нове ім'я»
- 1975
  - Melody Maker: «Гурт року»[9]
  - Record Mirror: 2-й «Найкращий британський новачок», 2-й «Найкращий сингл» («Killer Queen»), 9-й «Міжнародний гурт»
  - NME: 8-й «Найкращий британський гурт», 7-й «Найкращий сценічний гурт», 4-й «Найбільш багатообіцяючий гурт у світі», 3-е «Найбільше багатообіцяюче нове ім'я», 17-ий «Найкращий світовий гурт»
  - Disc: «Топ-живий гурт», «Топ-міжнародний гурт», «Топ-британський гурт», «Топ-сингл»(«Killer Queen»), 3-й «Найкращий альбом» («Sheer Heart Attack»), 5-й «Найкращий альбом» («Queen II»)
  - Ivor Novello Award Мерк'юрі за «Killer Queen»[10]
  - Нагорода «Золотий лев» (Бельгія) Мерк'юрі за «Killer Queen»
  - Нагорода Карла Аллена за внесок в індустрію бальних танців
- 1976
  - NME: 1-й «Британський сценічний гурт», «2-й гурт», 5-й «Світовий гурт», 3-й «Світовий сценічний гурт», Мерк'юрі: 7-й «Світовий співак», Мей: 3-й «Топ-гітарист», 1-й «Британський сингл» («Bohemian Rhapsody»), «2-й альбом» («A Night at the Opera»)
  - Record Mirror/Disc: 1-й «Найкращий британський гурт», 1-й «Світовий гурт», «Сингл номер 1» («Bohemian Rhapsody»), «Альбом номер 6» («A Night at the Opera»), Мерк'юрі: 5-й «Британський співак», 6-й «Світовий співак», 4-й «Британський пісняр», 5-й «Світовий пісняр», Мей: 4-й «Британський музикант», 4-й «Світовий музикант»
  - Sound: «Найкращий гурт», «Найкращий альбом» («A Night at the Opera»), «Найкращий сингл» («Bohemian Rhapsody»)[11]
  - Ivor Novello Award Мерк'юрі за «Bohemian Rhapsody»[10]
- 1977
  - Brit Award: «Найкращий британський сингл за останні 25 років» («Bohemian Rhapsody»)[12][13]
  - Номінація Grammy Award: «Найкращий поп-вокальний виступ дуетом, гуртом або хором» і «Найкраще голосове аранжування» («Bohemian Rhapsody»)
  - Europe One Radio: «Самий потенційний гурт»
  - Daily Mail: «Найкращий гурт»
- 1979
  - Music Life, Японія: «Топ-гурт» («Top Group»), «Топ-альбом» («Jazz», «Топ-сингл», «Топ-співак», «Топ-гітарист», «Топ-ударник», «Топ-бас-гравець»
- 1980
  - Juno Awards, Канада: «Найкращий гурт», «Найкращий міжнародний сингл» («Another One Bites the Dust»), «Найкращий міжнародний альбом» («The Game»)
  - Record World, США: «Топ-чоловічий гурт», «Топ-продюсер», «Топ-диско-кросовер» (всі нагороди за «Another One Bites the Dust»)
  - Нагорода Діка Кларка, США: «Найкращий гурт»
  - Журнал Circus, США: 2-й «Найкращий гурт», 1-е «Живе шоу», «Альбом номер 1» («The Game», «Сингл номер 1» («Another One Bites the Dust»), «Сингл номер 3» («Crazy Little Thing Called Love»), Мерк'юрі: 2-й «Чоловічий вокаліст», 3-й «Найкращий пісняр», 3-й «Найкращий клавішний гравець»; 3-й «Найкращий гітарист», 3-й «Найкращий басист», 3-й «Найкращий ударник»
- 1981
  - Номінації Grammy Award: «Продюсер року (Некласичний)» Райнгольду Маку («The Game») і «Найкращий рок-виступ дуетом або гуртом з вокалом» («Another One Bites the Dust»)
  - American Music Award: «Поп/рок-сингл-фаворит» («Another One Bites the Dust») і номінація на «Поп/рок-бенд/дует/гурт» (The Game")[9]
  - Music Life, Японія: «Найкращий гурт», «Найкращий вокаліст», «Найкращий бас-гравець», 2-й «Найкращий гітарист», «2-й ударник»
  - Нагорода NARM, США: «Найбільш продаваємий сингл 1980-го року» («Another One Bites the Dust»)
- 1982
  - Номінація Brit Award: «Найкращий британський альбом» («Greatest Hits»)
- 1984
  - Музична терапія Нордоффа-Роббінса, Нагорода срібного ключа: «Видатний внесок в британську музику»
  - UK Video Awards: висока оцінка в категорії «Найкраща збірка» за «The Works EP». Нагорода за «Найкраще відео» («Radio Ga Ga»)
- 1985
  - Номінація Brit Award: «Найкращий британський альбом» і «Найкращий британський гурт» («The Works»)
- 1986
  - Опитування читачів Daily Mirror: «Топ-британський гурт», «Топ-чоловічий вокаліст», 5-й «Найкращий альбом» («A Kind of Magic»)
  - Daily Express: «Нагорода за найкращий альбом» («A Kind of Magic»)
  - British Video Awards: нагорода «Топ-музичне відео» («Live In Rio»)
  - Worldwide Music Awards: «Найкращий всесвітній гурт»
- 1987
  - Sun: «Найкращий чоловічий вокаліст» Мерк'юрі
  - Capital Radio London: «Найкращий гурт»
  - Ivor Novello Award: за «Видатний внесок в британську музику»
  - British Video Awards: «Найкраще відео» в музичній категорії за «Live In Budapest»
- 1988
  - Фестиваль золотої троянди, Монтре: Міжнародна медіа-музична конференція: Найкраще повнометражне відео у світі («The Magic Years»)
  - Festerio, Ріо-де-Жанейро, Бразилія: «Найкраще документальне відео» («The Magic Years»)
- 1989
  - Незалежна телевізійна нагорода: «Найкращий гурт вісьмидесятих»
  - US Film & Video Festival: Премія «Срібний екран» («The Magic Years»)
  - Diamond Awards, Антверпен: Нагорода за «найкращі спецефекти» («The Invisible Man»)
- 1990
  - Brit Award: «Видатний внесок в музику» і номінація на «Найкраще музичне відео»[10]
- 1991
  - American Film & Video Festival, Чикаго: «Innuendo» посів 1-е місце, «I'm Going Slightly Mad» посіла 3-є місце за «творчу майстерність» в категорії «Художня культура і виконавське мистецтво»
  - Monitor Awards (Міжнародне товариство телепродукції), Нью-Йорк: «Найкраще досягнення в музичному відео» («Innuendo»)
- 1992
  - Brit Award: Мерк'юрі отримав посмертну музичну нагороду за «Видатний внесок в музику», «Найкращий британський сингл» («These Are the Days of Our Lives») і номінації на «Найкращий британський сингл» («Bohemian Rhapsody») і «Найкращий британський гурт» («Innuendo»).[14]
  - Ivor Novello Award: «Найкращий сингл» («These Are the Days of Our Lives»), Мей отрима нагороду за «Найкращу теле-комерційну музику» («Driven by You»)
  - Golden Giraffe Award: «Greatest Hits II» (нагорода від Асоціації угорський продюсерів звукозапису)
  - MTV Awards: «Найкраще відео з фільму» («Світ Вейна»)
  - US Film & Video Festival, Чикаго: Нагорода «Золота камера» («The Freddie Mercury Tribute»), («Greatest Flix II»), («The Show Must Go On») («These Are the Days of Our Lives»)
- 1993
  - Ivor Novello Award: Мерк'юрі («Living on My Own») (посмертно)
  - Американське товариство композиторів, авторів і видавців: Мерк'юрі посмертно нагороджений зі «Bohemian Rhapsody» як за «Запис, що найбільше програвався в США у 1993 році»
  - Monitor Awards, Голлівуд: Нагорода «Червоний диван» («Greatest Flix II» і «I'm Going Slightly Mad»)
- 1997
  - Ivor Novello Award: «Найкраща лірично та музично пісня» («Too Much Love Will Kill You»)
- 2001
  - Фестиваль золотої троянди, Монтре: «Прес-нагорода» («Freddie Mercury: The Untold Story»)
- 2002
  - Номінація Grammy Award: «Найкраще повнометражне музичне відео» Фредді Мерк'юрі («Freddie Mercury: The Untold Story»)
  - Нью-йоркський фестиваль фільму: «Золота медаль світу» за «Найкращу телевізійну і розважальну програму» (різноманітна спеціальна частина), «Золота медаль світу» за «Найкраще домашнє відео» (частина музичного відео) за «Freddie Mercury: The Untold Story»
  - Capital FM Awards: «Видатний внесок в музику»
  - Світові рекорди Гіннесса: «Найкращий сингл Великої Британії за останні 50 років» («Bohemian Rhapsody»)
  - Annual DVD Awards: «Найкраще DVD-Audio/Не відео» («A Night at the Opera»)
  - Surround Music Awards: «Найбільш авантюрний мікс» і «Вибір слухача» («A Night at the Opera»)
- 2003
  - Annual DVD Awards: «Найкраще DVD-Audio» (The Game")
  - DVD Awards At The Universal Sheraton: «DVD-Audio року» («The Game»)
  - Capital Legends Awards: «Легендарний гурт»
  - European Music DVD-Award: «Найкраще живе DVD» («Live At Wembley Stadium»)
  - Surround Music Award: «Найкращий мікс: неоркестровий» («The Game»)
- 2005
  - Номінація Brit Award: «25 найкращих пісень BRIT» («We Are the Champions»)
- 2008
  - Нью-йоркська радіостанція Q104.3 FM WAXQ поставила пісню «Queen» «Bohemian Rhapsody» на 13-й номер у їхньому «Топ-1043 пісень всіх часів, створеного слухачами у зворотному відліку» у 2008 році.
- 2011
  - MTV Europe Music Awards дали «Queen» нагороду «Global Icon».
- 2018
  - Гурт отримав Премію Греммі за досягнення протягом життя.

### Опитування
- 1999 — гурт був визнано другим найкращим гуртом в історії музики.[15]
- 2005 — велика кількість музикантів і критиків проголосувало за виступ гурту на концерті «Live Aid» як за найкращий концертний виступ всіх часів.[16]
- 2007 — гурт був визнаний «Найкращим британським гуртом всіх часів».[17]
- 2008 — гурт входить до Зали Слави Греммі.